# Caltaboș
Caltaboșul, numit și cartaboș, chișcă sau călbaj, este un cârnat, preparat de regulă la tăierea porcului, din măruntaiele acestuia fierte și tocate. Se consumă proaspăt sau afumat. Compoziția diferă de la o zonă la alta, poate conține sau nu orez și bucățele de slănină. 

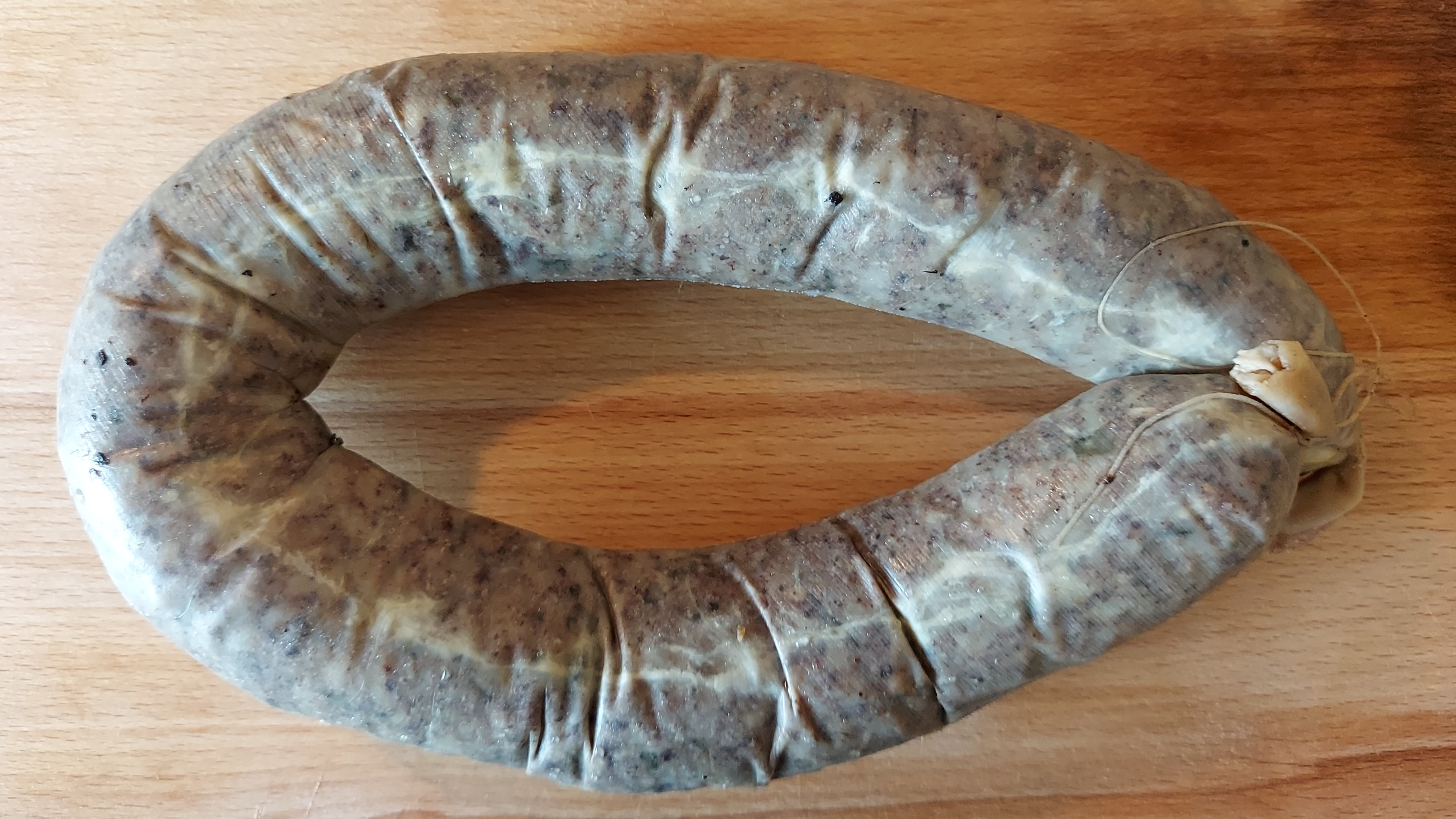
Caltaboș crud din regiunea Sălaj

Dacă în compoziția caltaboșilor se adaugă și sânge (colectat la tăierea porcului, lăsat să se coaguleze, fiert și tocat), se obține sângerete. 
Are aceeași compoziție ca toba, ultima având totuși o cantitate mai mare de carne, la care se mai adaugă urechi de porc, carne de la picioare, limba și șorici.